# Priklenitev na prodajalca
Priklenitev na prodajalca ali tudi lastniška priklenitev in strankarska priklenitev naredi stranko odvisno od dobavitelja izdelkov in storitev, brez možnosti uporabe drugega dobavitelja, razen če plača stroške za zamenjavo dobavitelja. 
Priklenitveni stroški, ki ustvarjajo ovire pri vstopu na trg se lahko končajo kot nezaupanje v monopol.

## Priklenitev vs. britvica in rezilo
Britvica in rezilo model vključuje produkt, ki po navadi potrošijo nekaj materiala, del ali zalog. V tem sistemu so dolgotrajno in ponovno uporabni potrošni izdelki dragi in podjetje izkorišča dobiček od prodaje potrošnih delov, ki jih produkt potrebuje, da dobiček od prodaje dobi samo osnovno podjetje, uporabljajo lastniški pristop in tako izključijo druga podjetja. Tintni računalniški tiskalniki so običajen primer tega modela.
Medtem, ko je uporabnik prisiljen v nakup potrošnega materiala od enega vira, to po navadi ni mišljeno kot priklenitev ker je strošek za zamenjavo posebej pri modelu britvica in rezilo s tiskalniki omejen na poceni ne-potrošno plus neuporabljeno ob času zamenjave.

## Programi zvestobe
En način, kako ustvariti umetno priklenitev za predmete brez njega je tako, da ustvariš sheme zvestobe. Primeri vključujejo stalne količino letakov ali sistem točk združen s ponudbami kreditnih kartic, ki so izkoriščene samo pri prvotnem podjetju, in tako imajo stranke izgubo, če se odločijo za rivalsko podjetje. 

## Primeri priklenitve

### Fotoaparati
Industrija fotoaparatov je dober primer priklenitve na prodajalca. Na mnogih fotoaparatih, posebej na dražjih se leče lahko zamenjajo in nadomestijo z drugimi. To imenujemo notranje-menjalni sistem leč. Te leče so pomemben dodatek fotoaparatu in vir dohodka za tistega, ki jih izdeluje. Že od leta 1930 so izdelovalci fotoaparatov z zamenljivimi lečami patentirali mehanizme, ki leče pritrdijo na aparat. To zagotavlja, da ima izdelovalec fotoaparatov monopol nad prodajo leč.
Dodatno imajo leče od leta 1989 vgrajeno elektroniko, ki je povezana z aparatom. Izdelovalci so ustvarjali priklenitev tako, da niso povedali, kako ta povezava deluje in tako prisilili tekmece, da so odkupili licenco za informacijo ali pa so njihovi strokovnjaki do odgovora poskusili priti z razstavitvijo celote. Poleg tega so tudi drugi deli nagnjeni k Priklenitvi. Obstajajo unikatni prostorčki za filme, vezniki za bliskavico, elektronske kabelske povezave in mnogo drugih. Torej mora stranka zamenjati skoraj vse dele fotoaparata, če želi zamenjati samo enega, kar pa je zelo drago in kompleksno. 

### Avtomobili
Avtomobili so pogosto izdelani tako, da se da zamenjati določene notranje dele npr. avtoradio. Včasih pa izdelovalci poskusijo ustvariti Priklenitev na mnogo različnih načinov, na primer tako, da za radio naredijo unikaten prostor kamor paše samo določen model. Ali pa naredijo posebno povezavo med ukaznimi tipkami in prostorom za cd-je. 
Različne organizacije kot npr. US Department of Transportation skrbijo da so določene stvari pri izdelavi standardne in tako preprečijo Priklenitev na prodajalca.

### Drugi primeri
Veriga trgovin s pohištvom IKEA prodaja postelje samo po evropskem standardu v Angliji, kjer so mere drugačne in tako vzpodbujajo kupce, da kupujejo postelje samo pri njih. 
Filofax proizvaja polnila ter druge izdelke. Njihovi izdelki niso enaki standardnim, zato morajo stranke vedno kupovati njihova polnila, ki pa so veliko dražja.

## Priklenitev v elektroniki in računalništvu
Priklenitev na prodajalca v elektroniki in računalništvu zelo hitro narašča. V računalniški industriji, programski in strojni opremi, se Priklenitev na prodajalca lahko uporablja za opis situacij, kjer gre za pomanjkanje združljivosti in povezanosti med ustreznimi sestavinami. 
To oteži zamenjavo sistema na veliko stopnjah: aplikacijski program, datotečna oblika, operacijski sistem in mnogo drugih delov strojne opreme, od video kartice do celotnega računalnika ali kar celotne mreže računalnikov. Potrebno je vedeti, da v mnogih primerih ni nobenih tehničnih standardov, ki bi dovoljevali ustvaritev notranje-operativnega sistema. Pri skoraj vsaki stopnji sistemske arhitekture, se lahko pojavi priklenitev. To ustvari situacijo, kjer se priklenitev uporabi za povečanje tržnega deleža, kar pa velikokrat pripelje do monopola in akcij nezaupanja. 

### IBM
```
IBM je bil subjekt dolgotrajnega in zelo kompleksnega monopolnega nezaupanja v zgodovini v ZDA. Predstavil je prvi model za razumevanje priklenitve  in njegovega vpliva na računalniško industrijo. IBM je označil priklenitev že v zgodnjih letih te industrije; še preden so računalniki, kot jih poznamo danes sploh obstajali. Od prevlade luknjastih kartic, bralcev, tabulatorjev in printerjev, je IBM razširil prevlado glavnega računalniškega trga in naprej na operacijske sisteme in aplikacijske programe za računalnike. Zunanji produkti so že nekaj časa obstajali, toda stranke so se znašle pred nalogo, kako dokazati, kateri prodajalec je bil v zmoti, recimo, ko neki printer ni deloval ob priključitvi na IBM-ov računalnik. Pri IBM-u so opozarjali, da ne podpirajo določenih komponent, ki niso IBM-ove. To je pogosto kupce postavljalo v položaj, ko so morali vzeti v IBM-u vse ali nič. Toda pripravljeni so bili plačati priklenitvene stroške za kakovost, ki jo je obljubljalo najbolj znano in največje podjetje. 
```

### Microsoft
Microsoftova programska oprema ima visoko stopnjo priklenitve, ki temelji na širokem spektru API-jev. Njihova stopnja priklenitve je skupaj z velikim tržnim deležem botrovala mnogim tožbam zaradi nezaupanja. 
Evropski odbor v svoji odločitvi 24. marca 2004 v Microsoftovi poslovni praksi citira v odstavku 463, Microsoftovega generalnega managerja za Ctt razvoj Aarona Contorerja, ki izjavlja v 1997 – 02 – 21 notranjega Microsoftovega zapisnika za Billa Gatesa: »Windowsi API so tako široki, globoki in tako funkcionalni, da bi bila večina ISV-jev nora, če jih ne bi uporabljala. Tako globoko so zasidrani v izvorni kodi mnogih Windowsovih komponent, da so stroški za zamenjavo operacijskega sistema zelo visoki. 
»ti stroški zamenjave vzpodbujajo stranke, da ostajajo pri Windowsiu skozi vse njihove napake, hroščaste gonilnike, visoko TCO, občasno pomanjkanje sexi vizije in mnogih drugih pomanjkljivosti. Stranke konstantno ocenjujejo druge namizne programe, toda dela, da bi zamenjali svoje namizje bi bilo enostavno preveč, zato preprosto upajo, da se bo Windows posodobil.  »Na kratko, brez te eksluzivne pravice imenovane Windows API, bi bili že dolgo mrtvi.«
Microsoftov aplikacijski programski sistem prav tako uporablja priklenitev skozi uporabo datotečnih formatov. Microsoft Word in Microsoft Outlook uporabljata določene shranjevalne datoteke, ki jih je nemogoče brati, če nimaš Microsoftove programske opreme. Na primer, za dostop do Outlookovih in PST datotek, mora aplikacija skozi outlook, ne pa direktno do datotek. Trenutna verzija Microsoft Worda je predstavila nov, bolj odprt format MS – OOXML. To bo omogočilo Microsoftovim tekmecem lažje ustvarjanje dokumentov primerljivih Microsoftovim v prihodnosti z zmanjševanjem priklenitve. Toda kot konkurenca pri OpenDocument-ovem formatu lahko namesto povečane priklenitve deluje skozi povečan, razširjen in uničujoč učinek. 
ActiveSync je lastniški protokol, ki ga uporablja PDAS in ročne naprave za prenos podatkov pri osebnih računalnikih. Ta protokol prisili uporabnike, da uporabljajo Microsoftov operativni  sistem na PC-jih.

### Apple Inc.
Tudi Apple Inc. je obtožen, da prakticira Priklenitev. Njihov tržni delež je bil dovolj majhen, da se nezaupanje ni tako razširilo kot pri Mocrosoftu in IBM-u.
Apple pogosto uporablja nove in neobičajne sisteme strojne opreme; Bil je prvi prodajalec, ki je širše začel uporabljati Sonny-jev 3.5 disketni pogon, ki je deloval na njihov posebni ADB sistem za tipkovnico in miško ter njihov posebni pogovorni sistem (LocalTalk). Za vse te komponente so obstajali tudi drugi proizvajalci, toda argumenti pravijo, da so bile Applove komponente boljše v več pogledih. Toda kljub temu da so obstajali drugi proizvajalci, jih je bilo manj kot konkurentov pri IBM-u (a več kot pri podjetju Amiga, ki je prav tako proizvajal neobičajne komponente). Drugi proizvajalci so velikokrat morali kupiti licenco za svoje elemente, kar je pomenilo, da je Apple zaslužil na njihov račun, kljub temu, da komponent sploh ni izdelal sam.
Nedavno so bili iPod, iPhone in iTunes podvrženi Priklenitvi na prodajalca. Na primer, ko kupiš iPod, je edini program v katerem lahko poslušaš glasbo iTunes, ki deluje samo v primeru, da inštaliraš QuickTime. QuickTime pa se lahko inštalira samo v Firefoxu, pa še to v posebnih primerih. To pomeni, da ti vzamejo vse druge izbire programov, ki jih ima Firefox. Torej, če kupiš iPoda, so v Firefoxu vzete vse druge izbire, čeprav se delovanje iPoda in delovanje Firefoxa niti malo ne povezujeta. 
Ko kupiš digitalno glasbo s pravicami v glasbeni trgovini iTunes, ima ta vgrajeno kodo, ki deluje samo na Applovih iPodih, iPhone-ih, Motoroli ROKR E1 in Motoroli SLVR. Kot rezultat je ta glasba zaklenjena v iPoda in če se ta pokvari, lahko glasba deluje samo tako, da kupiš enega od ostalih treh proizvodov. 
Januarja 2005 je kupec iPoda Thomas Slattery vožil tožbo proti Applu zaradi »nezakonitega povezovanja« naprave iPod in glasbene trgovine iTunes. V svoji tožbi je povedal: »Apple  je spremenil odprt in interaktiven standard v nekaj kar preprečuje strankam da bi si izbrale trdi disk po lastni izbiri«.  Takrat je bilo rečeno da ima Apple 80% tržni delež v prodaji digitalne glasbe in 90% tržni delež v prodaji novi glasbenih predvajalnikov. Kar je povzročilo, da so lahko stranke omejili sam ona svoje izdelke. Septembra 2005 je okrajni sodni US, James Ware odobril Slattery v. Apple Computer Ic. Da nadaljuje z obtožbami monopola proti Applu v prekršku Shermanovega dejanja nezaupanja
Od maja 2007 so plošče EMI znamke dostopne na DRM – manjši format, ki se imenuje iTunnes plus. Te datoteke so nezaščitene in so vkodirane v AAC formatu z 256 k-bitov na sekundo, kar je 2 krat hitreje kot navadne plošče, ki jih lahko kupiš. iTunnes program je lahko nastavljen tako, da deluje iTunnes oblika za glasbo, kjer obstajata dve obliki. Te datoteke delujejo v vsakem predvajalniku, ki podpira AAC format in niso zaklenjene za vse razen Applov disk. 
7. junija 2006, je norveška stranka mbudsman Bjǿrn Erik Thor rekel, da Applova iTunnes glasbena trgovina krši norveško pravo. Pogoji pogodbe so bili »nejasni in očitno neuravnoteženo v prid prodajalcu«. Spremembe nazaj v pogoje digitalnega managementa pravic in nedoraslost ostalim predvajalnikom sta bili glavni točki zaskrbljenosti.

### Sony
Verjetno najbolj znana Sony-jeva priklenitev na prodajalca je bila Betamax VCR Sistem. Od takrat je Sony uporabil priklenitev kot poslovno orodje v mnogih drugih aplikacijah. Ima tudi dolgo zgodovino tehničnih lastniških rešitev, ki so vsilile priklenitev. v mnogih primerih je Sony prodal licenco samo določenim prodajalcem in tako ustvaril kartel, ki ga je obvladoval, hkrati pa je imel monopol nad določenim izdelkom. Sony je redno v središču vojne med prodajalci v kartelu, ki se vsi borijo za zmago nad priklenitvijo. 
Primeri, ki jih vključujejo Sony-jevi formati:
-	Audio Elcaset
-	Audio ali računalniški podatki minidisk in povezan ATRAC3 kodni sistem
-	Betamax, Video – 8, Hi8, Digital 8 in Micro MV video-kasetni format
-	Prenosni PlayStation, Univerzalni MediaDisc
-	Spominske kartice, ki se uporabljajo za različne Sony-jeve produkte
Od leta 2006 Sony-jevi digitalni fotoaparati po navadi uporabljajo spominske kartice, ki jih lahko naročiš samo pri Sony-in še nekaterih izbranih dobaviteljih z licenco. Te kartice so seveda veliko dražje kot tiste, ki jih ponujajo drugi proizvajalci.
To je tipičen primer priklenitve, saj drugi fotoaparati ne uporabljajo kartic, ki bi bile izdelane posebej zanje.
Za primerjavo, Blue-Ray Disc je razvila velika skupina proizvajalcev, vključno s Sony-jem, kjer pa ni vladajočih podjetij.

### Zarota veznika
Izdelovalci računalniške strojne opreme včasih izdelajo nenavadne lastniške povezovalce. Razlogi za take modele so različni; včasih hočejo ustvariti priklenitev ali prisiliti stranke, da zamenjajo več komponent, kot bi bilo potrebno; drugi so rezultat praktičnega razišljanja, npr. stroški, pakiranje, format ali drugačne oblike. Toda še vedno so tudi drugi rezultati ignorance standardov ali celo dosotnost standardov. Obstaja malo takojšnje finančne spodbude za prodajalca da proizvede program ali proizvod, ki lahko nadomesti starega.
Izraz »Zarota veznika« se uporablja za opis in ponazoritev najslabšega scenarija, kjer se majhna skupina združi in s skrivnim sporazumom poskuša prodati veznike, ki so neuporabni. Kljub temu poskus priklenitve lahko propade, če obstajajo oz. se dajo kupiti naprave, ki povežejo in usposobijo veznike z drugo komponento. SCSI in RS-232 naj bi bila začetnika »Zarote veznika«.